# Stogovci, Apače
Stogovci so naselje v Občini Apače.